# مايكل باري
مايكل باري (بالإنجليزية: Michael Paré)‏ هو ممثل أمريكي (ولد بتاريخ: 9 أكتوبر 1958 في بروكلين نيويورك).

## أعماله
مثل في الكثير من المسلسلات والأفلام منها بلاك وودز وبوستال و100 قدم.

## وصلات خارجية
- مايكل باري على موقع IMDb (الإنجليزية)
- مايكل باري على موقع روتن توميتوز (الإنجليزية)
- مايكل باري على موقع ألو سيني (الفرنسية)
- مايكل باري على موقع تيرنر كلاسيك موفيز (الإنجليزية)
- مايكل باري على موقع أول موفي (الإنجليزية)
- مايكل باري على موقع قاعدة بيانات الأفلام السويدية (السويدية)
- مايكل باري على موقع إن إن دي بي (الإنجليزية)
- مايكل باري على موقع قاعدة بيانات الفيلم (الإنجليزية)
- مايكل باري على موقع كينوبويسك (الروسية)